# Kálfr Árnason
Kálfr Árnason ou Kalv Arnesson est un aristocrate du royaume de Norvège né vers 990 et mort vers 1051.

## Biographie

### Famille
Kálfr Árnason est le fils d'Árni Arnmódsson et de Þora Þorsteinsdóttir. Il a plusieurs frères, parmi lesquels Finnr. Sa sœur Ragnhild est la femme de Harek de Tjøtta, tandis que sa propre femme Sigrid est la sœur de Thorir Hund.

### Carrière
Les plus anciennes sources sur l'histoire de la Norvège affirment que Kálfr compte parmi les adversaires du roi Olaf Haraldsson dès le début de son règne, et qu'il fait partie de ses adversaires à la bataille de Nesjar (1016). Il l'aurait rallié par la suite, puisqu'il combat pour lui à la bataille de Bokn (1027) contre Erling Skjalgsson. En revanche, la Heimskringla de Snorri Sturluson le présente comme un soutien constant d'Olaf, qui lui aurait offert des terres dans le Trøndelag.
Quoi qu'il en soit, Kálfr rallie Knut le Grand après la fuite d'Olaf en 1028. Avec Thorir Hund et Harek de Tjøtta, il est l'un des chefs de l'armée qui s'oppose à la tentative d'Olaf de reprendre le pouvoir en 1030 à la bataille de Stiklestad. Au cours de cet affrontement, il aurait selon Snorri porté l'une des blessures fatales à l'ancien roi.
Knut confie la Norvège à son fils Sven, mais le nouveau régime s'avère impopulaire auprès de l'aristocratie du pays. Avec un autre noble insatisfait, Einar Tambarskjelve, Kálfr se rend en Russie vers 1034 pour la couronne de Norvège à Magnus, le fils d'Olaf. Il est dans un premier temps l'un des plus proches conseillers du nouveau roi avant d'être discrédité et contraint à l'exil.
Kálfr est autorisé à rentrer en Norvège en 1050 par Harald Hardrada, le successeur de Magnus, mais il est tué au combat au Danemark peu après. Son frère Finnr est convaincu que le roi l'a envoyé à la mort, ce qui contribue à sa rupture avec Harald.

## Postérité
Chose inhabituelle pour un individu de rang inférieur à celui de jarl, Kálfr Árnason est l'objet d'un flokkr, poème de louanges. Ce Kálfsflokkr, apparemment rédigé entre 1046 et 1051 par le scalde islandais Bjarni gullbrárskáld, retrace une grande partie de sa carrière, depuis la bataille de Bokn jusqu'à sa participation à la lutte entre les jarls des Orcades Thorfinn Sigurdsson et Rognvald Brusason durant son exil.